# دانشگاه ترینیتی
دانشگاه ترینیتی (به انگلیسی: Trinity University) یکی از دانشگاه‌های معتبر و خصوصی ایالت تگزاس در ایالات متحده آمریکا می‌باشد.
این دانشگاه که در سال ۱۸۶۹ تأسیس گشت تحت حمایت مالی سازمانهای مسیحی پروتستان قرار دارد. واژه «ترینیتی» اشاره به مفهوم تثلیث در آیین مسیح دارد.
این دانشگاه که در شهر سن آنتونیو قرار دارد در سال ۲۰۰۶ بیش از ۲۷۰۰ دانشجو ثبت نام بعمل آورد. کانون توجه این دانشگاه بر روی مقطع دوره کارشناسی است.